# Xã Deepwater, Quận Henry, Missouri
Xã Deepwater (tiếng Anh: Deepwater Township) là một xã thuộc quận Henry, tiểu bang Missouri, Hoa Kỳ. Năm 2010, dân số của xã này là 573 người.